# Теоцентризм
Теоцентризм (грец. Theos — Бог + лат. Centrum — центр кола) — філософська концепція, в основі якої лежить розуміння Бога як абсолютного, досконалого, найвищого буття, джерела всього життя і будь-якого блага. При цьому основою моральності служить шанування Бога і служіння йому, а наслідування і уподібнення йому вважається вищою метою людського життя.
Найпоширенішим теоцентризм був у Середньовіччі.
Основні положення теоцентризму
В історії філософії, природно, були мислителі релігійної орієнтації. Вони вважали, що, не визнаючи Бога, неможливо пояснити ні устрою світу, ні призначення людини, ні таємниць природи. Існування Бога виявлялося ключовим для такої філософії. Звичайно, ті мудреці, які виходили з такої установки, міркували про різні метафізичні питання: про природу, суспільство, знання, людину, космос. Але вихідним пунктом, центром усіх філософських прозрінь незмінно виявлялася ідея Бога. Решта проблем оцінювалися як похідні, залежні від цієї найголовнішої теми. Це було основним положенням теоцентризму.